# Penestragania noxina
Penestragania noxina är en insektsart som beskrevs av Blocker 1979. Penestragania noxina ingår i släktet Penestragania och familjen dvärgstritar. Inga underarter finns listade i Catalogue of Life.